# Fort IIIa w Poznaniu
Fort IIIa (Prittwitz, Józefa Sułkowskiego) (oryg. Zwischenwerk IIIa) – jeden z 18 fortów wchodzących w skład Twierdzy Poznań. Znajduje się na Miłostowie przy ulicy Wrzesińskiej.

## Historia
Zbudowany został w latach 1887–1890, w drugim etapie budowy twierdzy fortowej. Fort otrzymał nazwę Prittwitz na cześć Moritza von Prittwitza (podobną nazwę nosił też Fort Prittwitz-Gaffron). W 1931 zmieniono patronów na polskich, Fort IIIa otrzymał imię Józefa Sułkowskiego.
W czasie II wojny światowej pełnił rolę magazynu wojskowego. Podczas bitwy o Poznań został zdobyty 29 stycznia 1945. W walce zginął m.in. kpt. Paweł Straszko, dowódca 2 batalionu 446 pułku gwardii. Opór Niemców utrzymywał się później u rozwidlenia linii kolejowej oraz przy os. Warszawskim, powstrzymując natarcie w kierunku Śródki.
Po wojnie przejęty przez „Centralę Rybną” na magazyn solonych śledzi (sól szkodliwie oddziaływała na mury i posadzki), a następnie przez Ludowe Wojsko Polskie na inne cele magazynowe. Od 1993 w forcie działa krematorium. Adaptacji na potrzeby tej działalności dokonano kosztem 20 miliardów ówczesnych złotych. Był to pierwszy w Polsce zakład krematoryjny oddany do użytku po 1989.
Teren fortu wchodzi w skład obszaru Natura 2000 (obszar specjalnej ochrony SOO „Fortyfikacje w Poznaniu”).

## Lokalizacja i konstrukcja

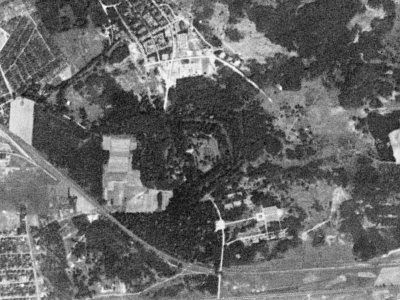
Zdjęcie satelitarne fortu (1965).

Położony jest na terenie cmentarza komunalnego (otwarty w 1943), pomiędzy linią kolejową Poznań Wschód – Žielieznodorožnyj (na północy) a linią kolejową Warszawa Zachodnia – Frankfurt nad Odrą (na zachodzie i południu), w dawnym wojskowym lesie Koeniglicher Forst Streitort. Dojazd drogą forteczną (ul. Wrzesińska) i drogą rokadową (ul. Wileńska / ul. Krańcowa).
Kaponiery były połączone poterną biegnącą pod fosą. W strzelnicach kaponier zamontowano stalowe okiennice (rozwiązanie unikatowe – w pozostałych obiektach montowano zasuwy gilotynowe). Fort był wyposażony w dwa stanowiska obserwacyjne piechoty W.T.90. Nad prawą kaponierą umieszczono schron dla drużyny przeciwszturmowej (jedyny taki wśród fortów pośrednich).

### Przebudowy
W latach 1913–1914 na przeciwskarpie zbudowano mały schron betonowy. Na początku lat 90. XX wieku na potrzeby krematorium przebudowano bramę główną dodając nowoczesny portal, dno lewej części fosy zostało wybrukowane, a w części czołowej koszar przekopano dodatkowy przejazd do fosy.